# ハワード・ホークス
ハワード・ウィンチェスター・ホークス（英語: Howard Winchester Hawks, 1896年5月30日 - 1977年12月26日）は、アメリカ合衆国インディアナ州出身の映画監督。

## 生涯
インディアナ州ゴーシェン出身で、生家は製紙業はじめ不動産や石炭会社など地元経済の大黒柱として知られる一族で、母親の家系もウィスコンシン州の産業界の重鎮で、裕福な家庭に長男として生まれる。学生時代はあまり成績は良くなかったが、1914年にコーネル大学に進学し、機械工学を専攻する。この頃、祖父から買って貰ったレーシング・カーに乗って、カリフォルニアのアマチュア・レースに参加していた。
1916年、夏休みの間のアルバイトとして、レーサー仲間のヴィクター・フレミングの紹介によりパラマウント映画の前身であるフェイマス・プレイヤーズ＝ラスキー・スタジオの小道具係のアルバイトをやるようになる。また建築の素養もあったことから舞台装置も手掛けて、その働き振りからダグラス・フェアバンクスやメアリー・ピックフォードの目にとまり、学生のまま助監督として取り立ててもらうようになった。
1917年にはピックフォード主演の『小公女』の幾つかのシーンを監督するなど、ハリウッド入りして美術部門で重用される。しかし、大学在学中に第一次世界大戦が勃発し、ホークスはアメリカ陸軍航空部に入隊、飛行部隊の教官の職務につく。除隊後は大学を卒業し、弟のケネスと共に晴れて正式に映画界入りをする。当時はホークスのように特権階級の出身で、大学も卒業していた映画人はまだ珍しかった。
アルバイト時代に知り合ったマーシャル・ニーランやアラン・ドワン監督のために映画制作を請け負い、資金調達などに奔走する。1922年にパラマウントに脚本家として入社、ほとんどクレジットされなかったものの頭角を現し、2年間で60本近い映画の脚本を手掛ける。1924年にはアーヴィング・タルバーグから監督にならないかと誘われてMGM映画に移籍するが、翌年にフォックス映画（20世紀フォックスの前身）と監督の契約を交わして、1926年に自らシナリオを書き原案・脚本を兼ね『栄光の道』で長編映画の監督としてデビュー。
以後はサイレント映画をいくつか監督し、1930年にはファースト・ナショナル（ワーナー・ブラザースの子会社）で初のトーキー『暁の偵察』を発表。同年には富豪のハワード・ヒューズが『地獄の天使』を製作し、この2本の航空映画がその年のヒット作となった。しかし、この年、ハワードと共に映画製作者として活躍していた弟・ケネスが撮影中に事故死するという悲劇に見舞われる。
1931年、ヒューズと組んでギャング映画『暗黒街の顔役』を製作、しかし、過激な暴力描写や近親相姦を彷彿させる内容が問題となり、映画検閲機関である映画制作倫理規定管理局を擁していたアメリカ映画制作者配給者協会（会長のウィル・ヘイズにちなんでヘイズ・オフィスと言われた）はラスト・シーンもホークスたちの了解もなしに勝手に撮り直し、結局、公開されたのは半年後の1932年だった（2年という記述もあるが誤り）。また地域ごとによってホークスのオリジナル版と検閲版が公開されていた。
ワーナー・ブラザースとの契約がまだ残っていたため、『群衆の歓呼』と『虎鮫』を手掛けたのち、再びタルバーグに誘われてMGMに移籍。しかし、大規模なメキシコ・ロケを行った『奇傑パンチョ』が、超過した製作費や現地でのスタッフのトラブルなどを巡って、撮影所長ルイス・B・メイヤーと対立し、撮影も降板してMGMを退社する。
1934年にはコロンビア ピクチャーズで『特急二十世紀』を監督、本作はフランク・キャプラの『或る夜の出来事』と並びスクリューボール・コメディの先駆けとなった。その後は様々なスタジオで映画を作る。『大自然の凱歌』では製作者のサミュエル・ゴールドウィンと対立し、監督途中で降板、ウィリアム・ワイラーに引き継がれた。
1938年にはRKOで『赤ちゃん教育』を作る。しかし、その突飛な内容から思ったよりも客足はのびず、結果として映画は興行的に惨敗し、オーバーした制作費をカバーすることが出来なくなり、責任者のホークスは製作準備をしていた冒険映画『ガンガ・ディン』を降板し、映画はジョージ・スティーヴンスが監督することになった。なお、本作を1964年にユニバーサル・スタジオでロック・ハドソンとポーラ・プレンティス主演でテクニカラー作品としてセルフリスペクト、見事に雪辱を果たす。
その後も1939年の航空映画『コンドル』をはじめ、1940年に『犯罪都市』のリメイク作『ヒズ・ガール・フライデー』、1941年にビリー・ワイルダーが脚本を手掛けた『教授と美女』などコメディの傑作を手掛け、1941年の『ヨーク軍曹』では主演のゲイリー・クーパーにオスカーをもたらし、1943年には戦争映画『空軍/エア・フォース』を監督。
1944年にはハンフリー・ボガート主演のハードボイルドの金字塔『脱出』を監督、本作では新人女優だったローレン・バコールを起用、この映画をきっかけにボガートとバコールは結婚し、1946年の『三つ数えろ』で再びこのベスト・カップルをホークスは起用する。
1948年、ジョン・ウェイン主演の西部劇『赤い河』を監督、ジョン・フォード監督の『駅馬車』で人気の出始めたウェインの名をさらに決定的なものにした。ウェインとはその後も何度かコンビを組み、1959年の『リオ・ブラボー』、1962年の『ハタリ！』、1967年の『エル・ドラド』、1970年の遺作『リオ・ロボ』などヒット作を連発した。
1951年、ハワード・ヒューズに招かれ、製作者としてSFホラー小説の古典『遊星よりの物体X』を手掛け、またクレジットはされていないが、ホークスも監督としても携わっており、当時の関係者の話によると完全にホークスによる監督作品だったという。ジョン・カーペンターは本作に影響を受け、のちに『遊星からの物体X』としてリメイクされる。
1955年にスペクタクル史劇『ピラミッド』を監督後、ヨーロッパに数年間滞在する。『リオ・ロボ』の監督後、フォックス在籍時の監督作『港々に女あり』のリメイクや、ケーリー・グラントを主演にしたウェスタンなど、幾つかの企画の映画化を試みていたが、1977年12月3日に自宅で転倒、意識ははっきりしていたものの26日、心臓の動脈硬化により81歳で世を去った。奇しくも前日にはチャールズ・チャップリンが亡くなっており、その功績とは裏腹にチャップリンの訃報に隠れてしまった。

## 評価
1975年、アカデミー名誉賞を授与されるが、現役時にはアカデミー賞の受賞どころかノミネートも1度しかなく、また作品も同じく賞に縁がなかったアルフレッド・ヒッチコックのような際立った独自のスタイルがなかったため、これほどの傑作を世に放ちながらもホークスは生涯を通じて、批評家からは通俗的な娯楽専門のB級映画監督としてしか見られなかった。
しかし、1950年代に入ってからは、ヒッチコックと共にフランスの『カイエ・デュ・シネマ』誌のジャン＝リュック・ゴダールやフランソワ・トリュフォーなどから、多くの作品で企画、脚本、キャスティングにも関わるなど、自分のビジョンを貫き通すホークスの徹底的な作家主義の姿勢に関して大きな評価を受け、世界的な映画作家という評価が高まっていく。このことは皮肉をもこめて「ヒッチコック＝ホークス主義」と呼ばれるが、ホークス自身は自分を職人監督だと割り切っており、ストーリーを語っているに過ぎないと述べている。
またアメリカ本国でも、1960年代から1970年代にかけて、ピーター・ボグダノヴィッチはじめ若い映画研究家からの評価も高まり、多くのホークス研究文が世に出始め、またホークス自身も彼らからのインタビューを快く受けていた。
アーネスト・ヘミングウェイやウィリアム・フォークナーとアメリカ文学界の重鎮たちとの交流も深く、特にフォークナーとは親友であり、脚本家としてホークスの映画制作に4作品ほど参加していた。
「ヴィクター・フレミングに『風と共に去りぬ』の演出の助言をした」「飛行中に病気で倒れたパイロットの代わりに旅客機を操縦した」など虚言癖がある人物で、晩年、若い映画評論家とのインタビューで語ったエピソードも信憑性が低いと云われている。また人と付き合う際、距離を置き、また手紙や日記といった類のものは残さない性格で、そして上記の虚言癖ゆえに、幼少時代から映画界入りするまでの詳しいエピソードはあまりよくわかっていない。
ホークスの映画に登場する、ローレン・バコールに代表されるカリスマ的で機知に富んだ会話をする女性をホークス的女性像と呼ぶ。

## 監督作品
- 栄光への道 The Road to Glory（1926）
- 無花果の葉 Fig Leaves（1926）
- 新旧恋の三段返し Cradle Snatchers（1927）
- 雲晴れて愛は輝く Paid to Love（1927）
- 港々に女あり A Girl in Every Port（1928）
- ファジル Fazil（1928）
- 空中サーカス The Air Circus（1928）
- トレント大事件 Trent's Last Case（1929）
- 暁の偵察 The Dawn Patrol（1930）
- 光に叛く者 The Criminal Code（1931）
- 暗黒街の顔役 Scarface（1932）
- 群衆の歓呼 The Crowd Roars（1932）
- 虎鮫 Tiger Shark（1932）
- 今日限りの命 Today We Live（1933）
- 奇傑パンチョ Viva Villa!（1934）
- 特急二十世紀 Twentieth Century（1934）
- バーバリー・コースト Barbary Coast（1936）
- 無限の青空 Ceiling Zero（1936）
- 永遠の戦場 The Road to Glory（1936）
- 大自然の凱歌 Come and Get It（1936）
- 赤ちゃん教育 Bringing Up Baby（1938）
- コンドル Only Angels Have Wings（1939）
- ヒズ・ガール・フライデー His Girl Friday（1940）
- ヨーク軍曹 Sergeant York（1941）
- 教授と美女 Ball of Fire（1941）
- 空軍/エア・フォース Air Force（1943）
- 脱出 To Have and Have Not（1944）
- 三つ数えろ The Big Sleep（1946）
- 赤い河 Red River（1948）
- ヒットパレード A Song Is Born（1948）
- 僕は戦争花嫁 I Was a Male War Bride（1949）
- 果てしなき蒼空 The Big Sky（1952）
- モンキー・ビジネス Monkey Business（1952）
- 人生模様 O. Henry's Full House（1952／「赤い酋長の身代金」編）
- 紳士は金髪がお好き Gentlemen Prefer Blondes（1953）
- ピラミッド Land of the Pharaohs（1955）
- リオ・ブラボー Rio Bravo（1959）
- ハタリ! Hatari!（1961）
- 男性の好きなスポーツ Man's Favorite Sport?（1964）
- レッドライン7000 Red Line 7000（1965）
- エル・ドラド El Dorado（1966）
- リオ・ロボ Rio Lobo（1970）

## 受賞歴

### アカデミー賞
受賞
1975年 アカデミー名誉賞
ノミネート
1942年 アカデミー監督賞：『ヨーク軍曹』